# БАЗ-8029
БАЗ-8029 — трёхосное шасси для установки автокрана с колёсной формулой 6 × 4, выпускаемое Брянским автозаводом с 2006 года.

## Конструкция
Брянское шасси представляет собой доработку шасси КамАЗ-53229 под установку 25-тонного автомобильного крана, выпускаемого Ивановским автокрановым заводом, а в перспективе — и 25-тонного проектируемого крана улучшенной функциональности. Особенностью шасси является то, что его ходовая рама совмещена с рамой автокрана, что позволило добиться целого ряда положительных изменений:
- общий вес конструкции снизился более чем на 1000 кг;
- повышена жёсткость конструкции;
- понижен центр тяжести шасси;
- нагрузка на оси снижена и распределена более равномерно;
- повышена комфортность работы крановщика;
- ось вращения поворотной платформы переместилась ближе к кабине, что положительно влияет на устойчивость крана.

Удачная конструкция шасси вызвала повышенный спрос на рынке — за период с марта 2007 по июнь 2008 года заказчикам было поставлено около 400 кранов на базе модели «8029», благодаря чему Брянский автомобильный завод утроил продажи продукции.

## Награды
На выставке «КомТранс-2008» в рамках конкурса «Лучший коммерческий автомобиль года в России» шасси получило второе место в номинации «Отечественный грузовик» как самое удачное отечественное специализированное шасси.